# Альціон рудолобий
Альціо́н рудолобий (Todiramphus winchelli) — вид сиворакшоподібних птахів родини рибалочкових (Alcedinidae). Ендемік Філіппін. Вид названий на честь американського геолога Ньютона Хораса Вінчелла.

## Опис
Довжина птаха становить 25 см. У самців верхня частина тіла синювато-чорна, голова і надхвістя яскраво-сині. Нижня частина тіла біла. Лоб рудий, на задній частині шиї рудий "комірець". Дзьоб міцний, чорнуватий, знизу біля основи світлий. Забарвлення самиць подібне до забарвлення самців, однак груди і боки у них мають охристо-оранжевий відтінок.  Забарвлення молодих птахів подібне до забарвлення самиць, однак дещо тьмяніше. У представників підвиду T. w. nigrorum на боках грудей є чорні плями, самиці підвиду T. w. nesydrionetes вирізняються оранжевими грудьми, що розділяють білувате горло і живіт.

## Підвиди
Виділяють п'ять підвидів:
- T. w. nigrorum (Hachisuka, 1934) — центральні і східні Філіппіни (Вісайські острови);
- T. w. nesydrionetes (Parkes, 1966)[8] — північ центральних Філіппін (острови Ромблон[de], Сібуян і Таблас);
- T. w. mindanensis (Parkes, 1966) — острів Мінданао;
- T. w. winchelli (Sharpe, 1877) — острів Басілан;
- T. w. alfredi (Oustalet, 1890) — архіпелаг Сулу.

## Поширення і екологія
Рудолобі альціони живуть у вологих рівнинних тропічних лісах, зустрічаються на висоті до 1000 м над рівнем моря. Живляться великими комахами, павуками і дрібними хребетними. Гніздяться в гніздах деревних термітів.

## Збереження
МСОП класифікує цей вид як вразливий. За оцінками дослідників, популяція рудолобих альціонів становить від 3500 до 15000 птахів. Їм загрожує знищення природного середовища.